# Fonelas
Fonelas è un comune spagnolo di 1 150 abitanti situato nella comunità autonoma dell'Andalusia.